# 新元朗中心

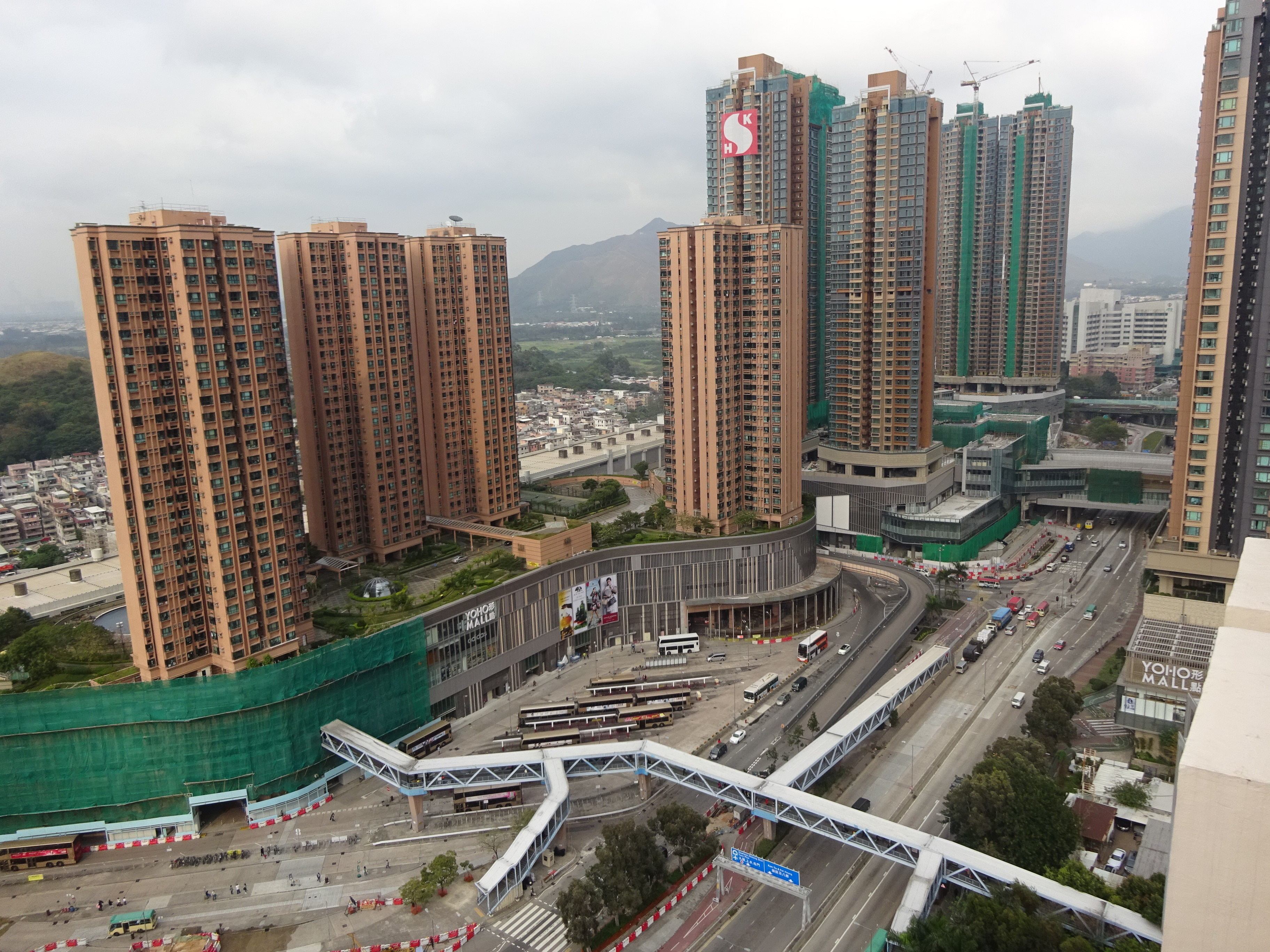
新元朗中心及Grand YOHO

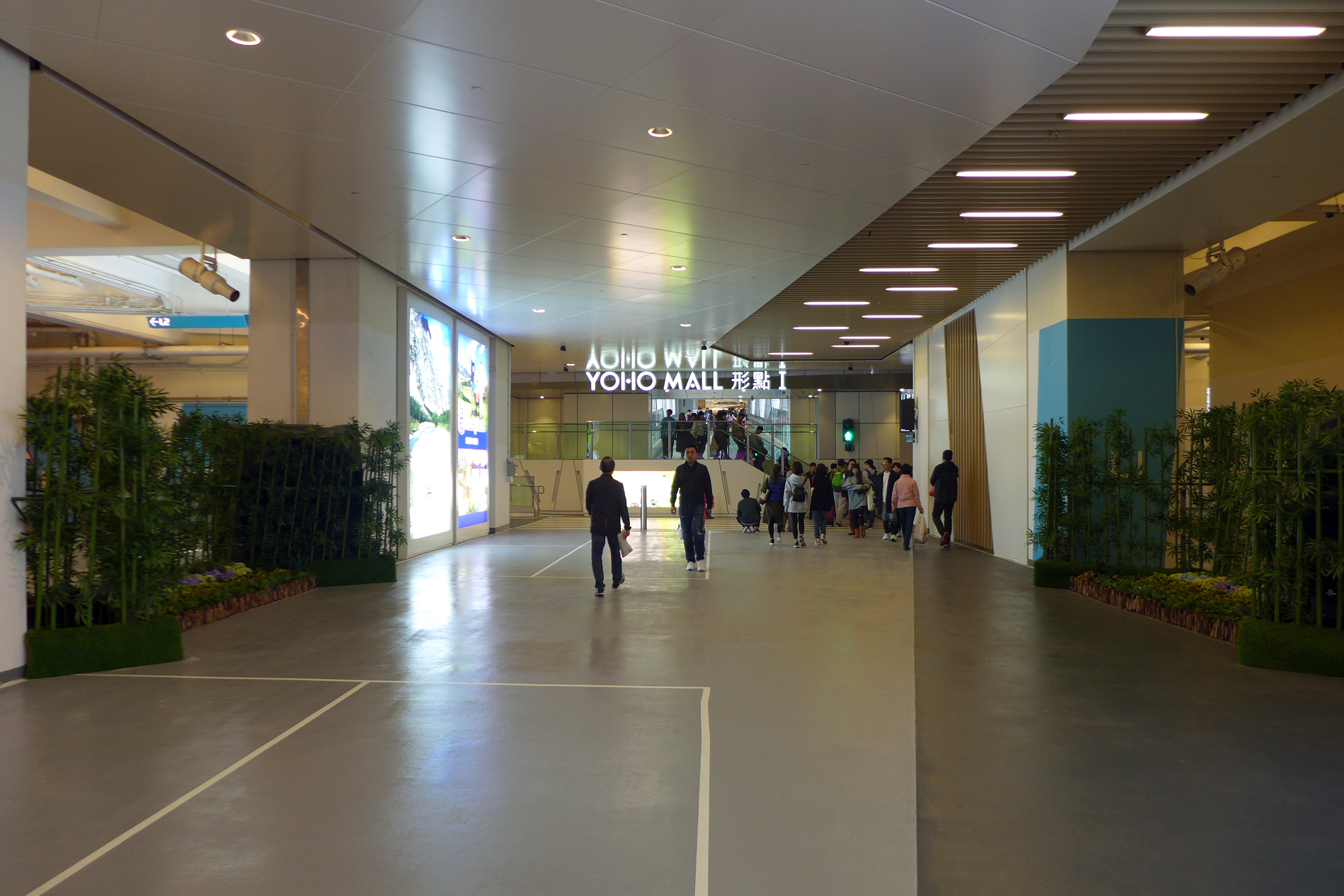
形點II商場1樓往形點I之間的通道為停車場，遊人需過2次斑馬線，再經天橋才能前往

新元朗中心（英語：Sun Yuen Long Centre），簡稱新元中或SYLC，由九廣鐵路公司和新鴻基地產合作發展，由伍振民建築師事務所設計，位於香港新界元朗朗日路8號，輕鐵元朗站上蓋（屯馬綫元朗站旁）。屋苑連同新屯門中心的發展權於1986年批出，而此屋苑則於1993年10月落成，前身為漁塘。新元朗中心分為輕鐵總站、商場和住宅，住宅建於商場之上，此項目現時也是被納入YOHO MALL 形點項目之一。

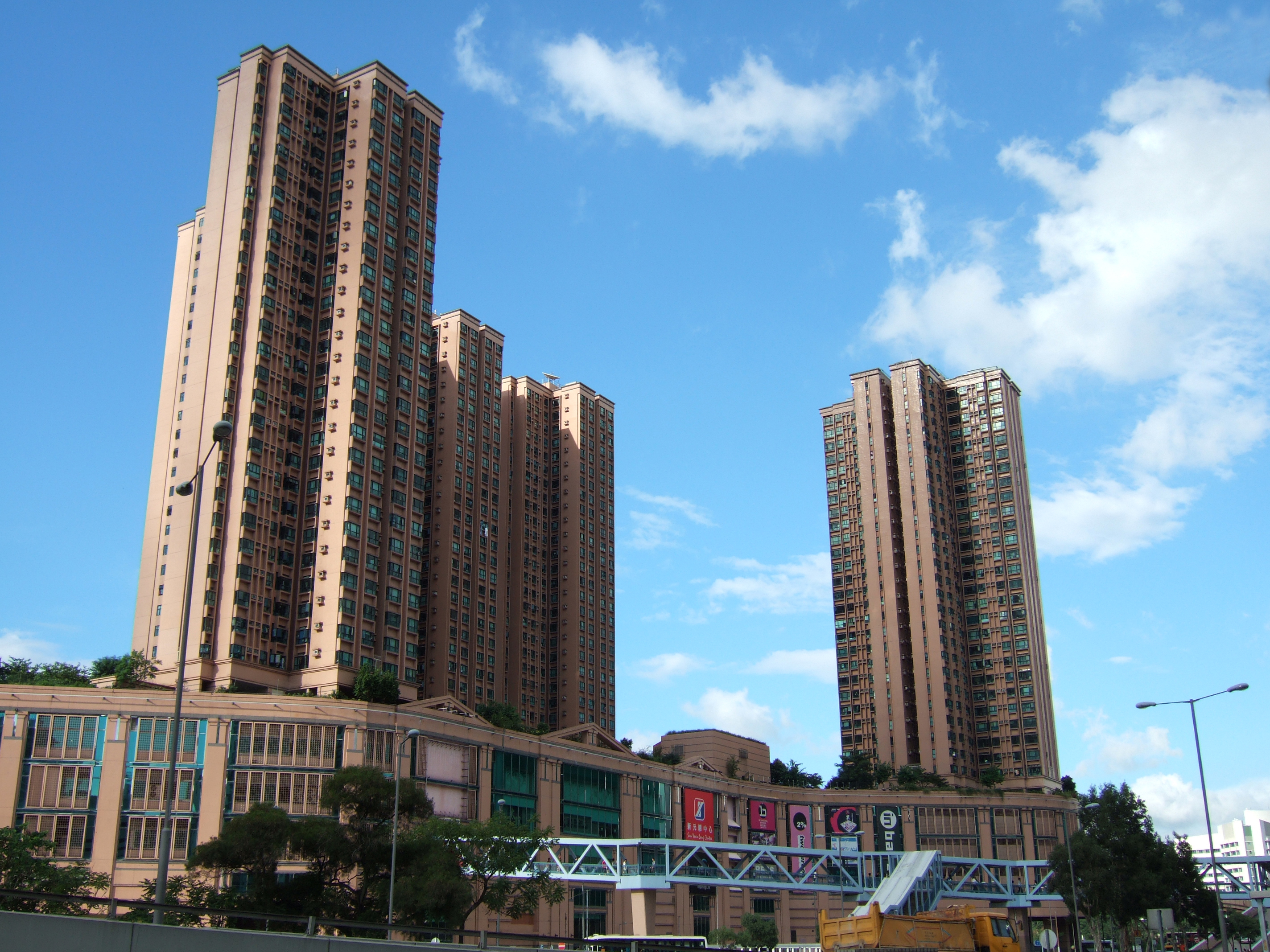
新元朗中心及翻新前的基座商場
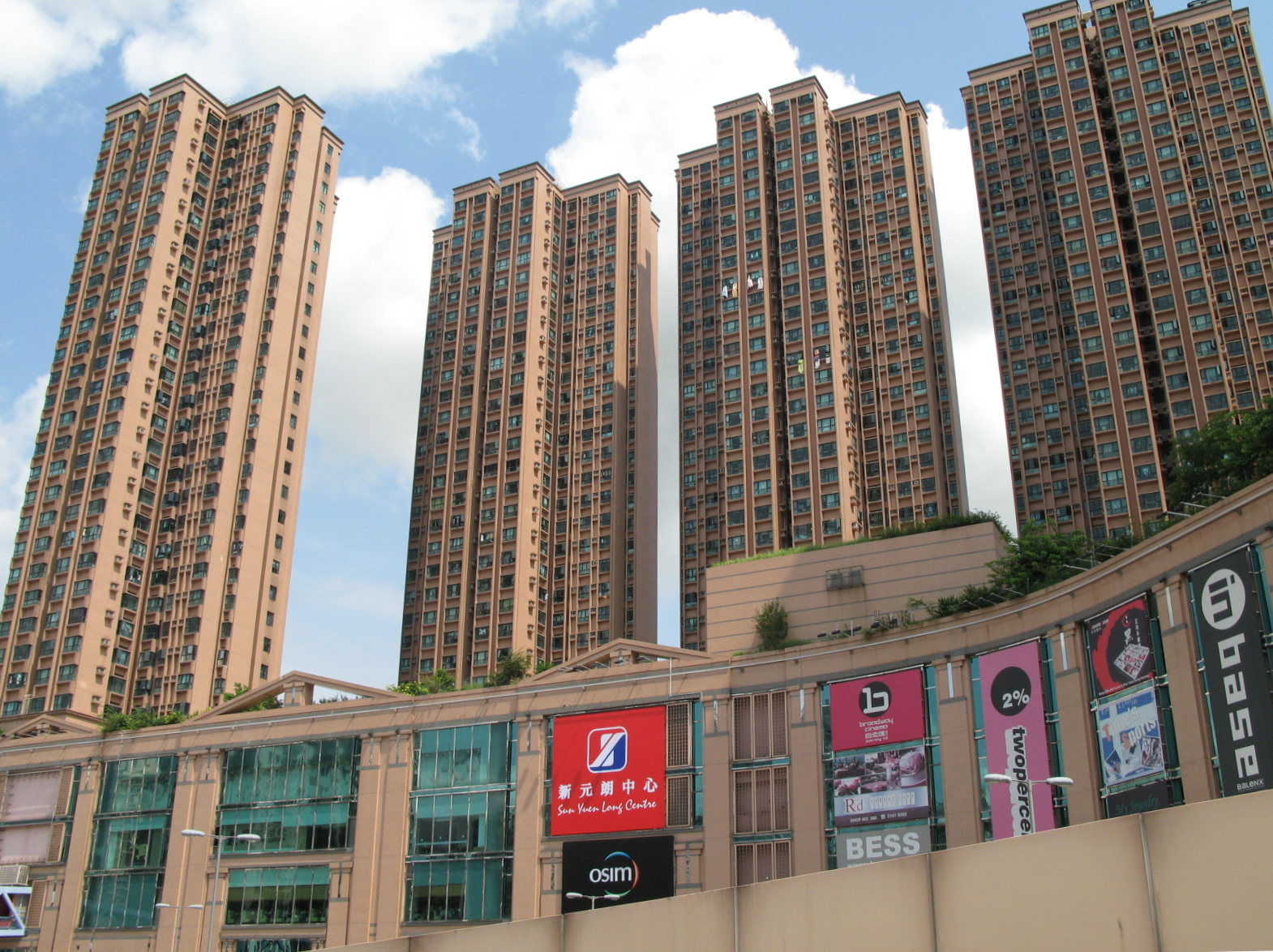
新元朗中心南面外貌
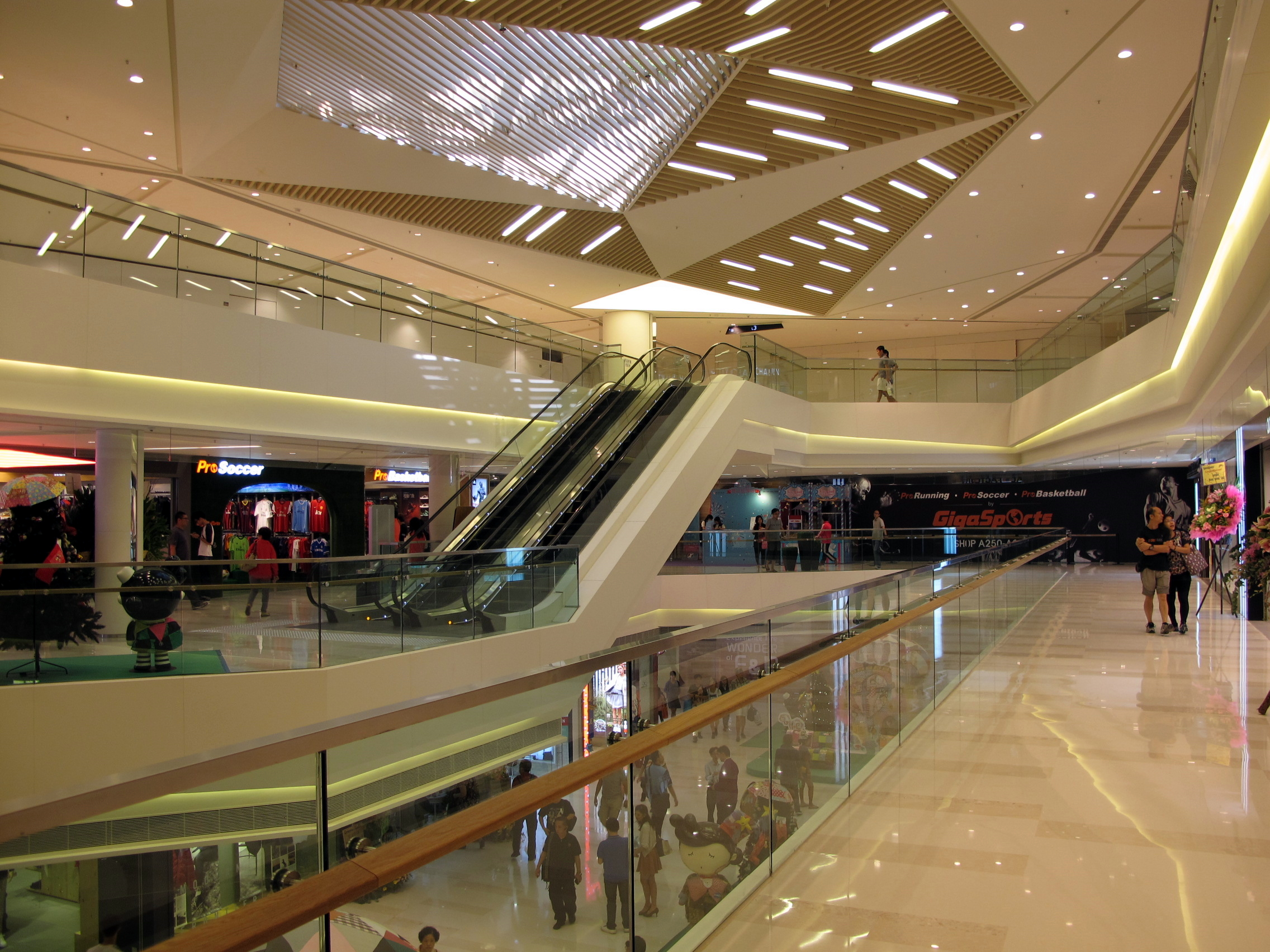
新元朗中心商場
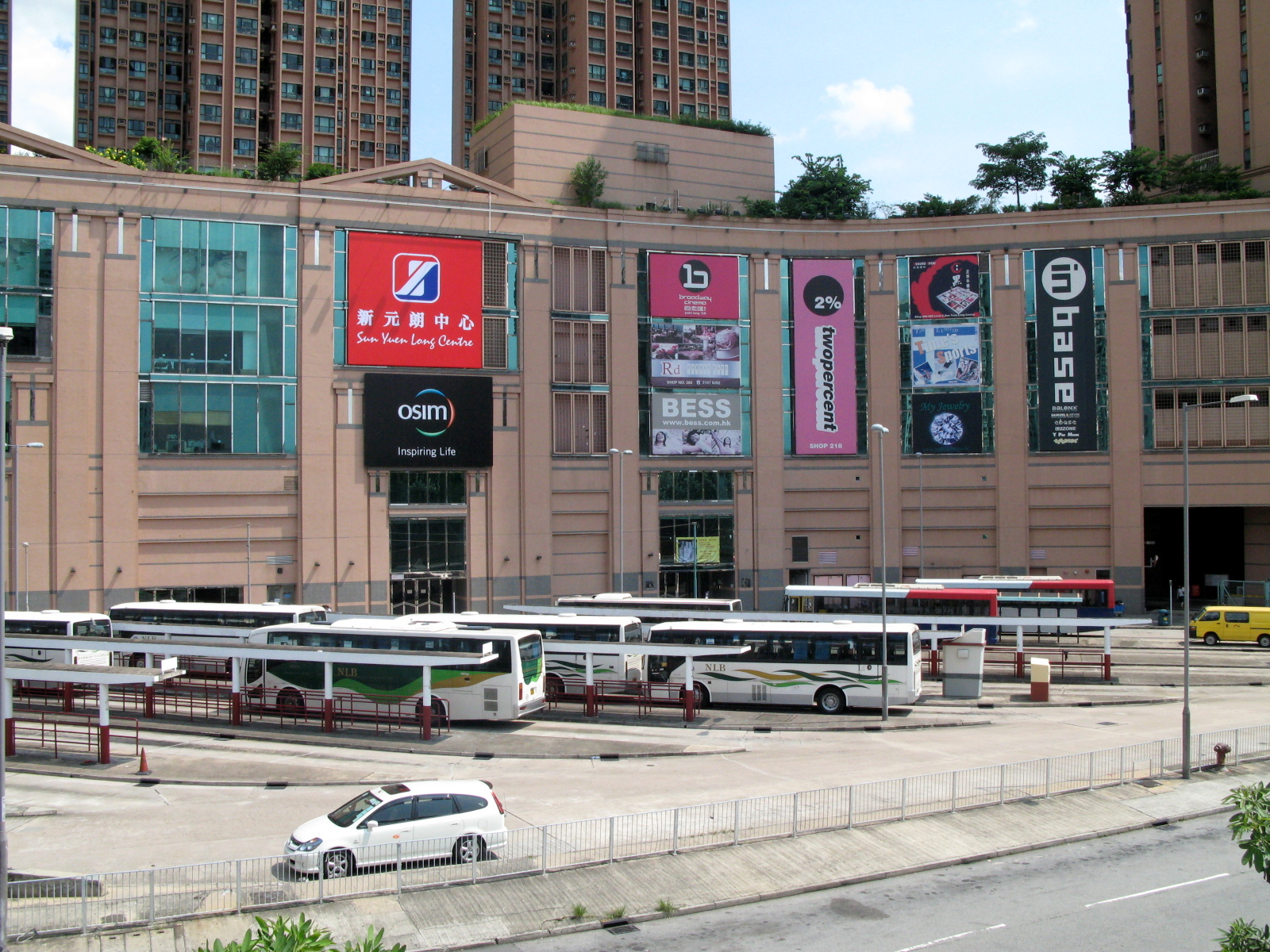
元朗（東）巴士總站

## 住宅
新元朗中心佔地6萬平方呎，建有5幢樓高26-27層的住宅，合共提供1,072個單位。單位面積由576呎至1,018平方呎，間隔分為2房、3房（連個半廁）、3房（連套房）及3房（連套房）加士多房。1至4座主打2房及3房（連個半廁）細單位；而5座則以3房（連套房）及3房（連套房）及士多房的大單位為主，實用率達81至86%。
住宅設有平台花園，包括泳池、網球場及兒童遊樂場等基本設施。

## 商場
商場共有3層，總面積約28萬平方呎。地面為輕鐵元朗站。商業第一層擁有一個寬闊的空間。第二層和第三層使用中通式的設計，頂層為百佳超級廣場（已搬到L2並以Fusion品牌重新開業）並設有停車場。商場內有各式商舖及食肆。2011年下半年起，為配合YOHO MALL 形點商場，將分層進行翻新工程，工程已於2016年完成，並改名為形點II，成為『YOHO MALL形點』的一部份，連同未來新落成的樓面，構成總面積達110萬平方呎的旗艦商場項目－『YOHO MALL形點』，開拓新界西及北部的全新消閒商圈及零售版圖。

## 優惠
- 泊車優惠：顧客泊車時間少於30分鐘免費。消費滿200元或購買戲票2張，可獲1小時免費泊車；消費滿400元以上，可獲2小時免費泊車。

## 註解
1. ↑  由港鐵公司外判。

## 外部連結
- 新元朗中心官方網站
- 新時代廣場(Yoho Town)官方網站
- 新鴻基地產 > 香港商場 > 新元朗中心商場
- 港鐵 > 港鐵物業 > 新元朗中心 （页面存档备份，存于）
- 1992年新元朗中心廣告 （页面存档备份，存于）
- YOHO MALL 形點 II(前稱新元朗中心商場)